# متلازمة زيا-جيبس
متلازمة زيا-جيبس وتُعرف أيضا بمتلازمة العجز الذهني وتوقف التنفس أثناء النوم هي اضطراب جيني مكتشف حديثا بسبب طفرة متعددة في جين AHDC1  على الكروموسوم 1p36 .
ملاحظة: تم تشخيص 32 حالة بهذه المتلازمة هذا تاريخ اليوم (11 يناير 2017).

## الأعراض
ترافق متلازمة زيا-جيبس  مع أعراض تشمل تأخر عام في النمو وانعدام التوتر (برود الأعصاب) وتوقف التنفس أثناء النوم والنوبات وتأخر التصبغ بالميلانين وصغر الأسنان وتشوهات خلقية متوسطة.

## تاريخيا
في عام 2014 تم اكتشاف اضطراب وراثي بشري (متلازمة زيا-جيبس) الناجمة عن طفرات ذاتية في الجين AHDC1 خلال تسلسل جيني كامل. تم تحديد أربعة مرضى في الورقة التي سجلت الاكتشاف الأول وتم تحديد السمات السريرية، بما في ذلك تأخر في النمو، وانعدام التوتر وتوقف التنفس أثناء النوم الانسدادي والإعاقة الفكرية والنوبات. تم الإبلاغ عن الاكتشاف الجديد وعن الورقة في وسائل الإعلام بما في ذلك مجلة ساينس ديلي وفي بيلر كوليج للأخبار الطبية. حددت أبحاث لاحقة السمات السريرية الإضافية لسبعة مرضى ومن المعروف وجود عشرين حالة مؤكدة.